# Italdesign Quaranta
La Italdesign Quaranta è una concept car prodotta dalla Italdesign Giugiaro ed esposta in anteprima al salone dell'automobile di Ginevra 2008.

## Il contesto
Questo concept automobilistico, è stato realizzato dall'azienda italiana per celebrare i propri 40 anni di attività, da qui il nome "Quaranta"; si tratta di una vettura super-sportiva ecologica, dalla linea fortemente ispirata alla Bizzarrini Manta del 1968.
La linea è caratterizzata da linee molto tese, tratti affilati miscelati a forme geometriche molto squadrate; il monovolume è internamente strutturato al fine di permettere l'abitabilità a 3 adulti più un bambino con soluzione 1+3 posti (dove il guidatore è posto più avanti dei passeggeri), in sedute che permettono una postura semi sdraiata, regolabile in altezza di 23cm, lo studio dei volumi è stato fatto per permettere una massima capienza del bagagliaio.
Il veicolo a propulsione ibrida è dotato di un motore V6 da 3.300 cm³, in posizione centrale-posteriore, accoppiato al sistema Hybrid Synergy Drive della Toyota che permette alla vettura di raggiungere i 268cv complessivi, l'accelerazione dichiarata è di 4,2 secondi per arrivare ad una velocità di 100km/h da fermo, l'autonomia è di circa 1000 chilometri, le batterie elettriche vengono ricaricate da dei pannelli solari disposti sul tetto dell'auto stessa